# Halit Akçatepe

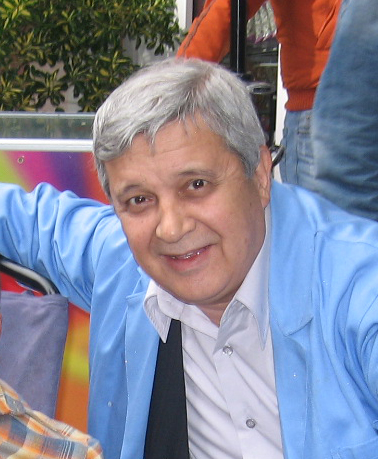
Halit Akçatepe (2006)

Halit Akçatepe (* 1. Januar 1938 in Üsküdar; † 31. März 2017 in Istanbul) war ein türkischer Filmschauspieler.

## Leben
Akçatepe kam am Neujahrstag 1938 als Sohn der Schauspieler Sıtkı und Leman Akçatepe zur Welt. Eine Ausbildung als Schauspieler hatte er nicht. Sein Einstieg in die Branche war im Alter von fünf Jahren eine Kinderrolle in einem Film seines Vaters. Akçatepe beendete seine schulische Ausbildung mit einem Abschluss am Saint-Benoît-Gymnasium in Istanbul.
Seine wohl bekannteste Rolle verkörperte er als Güdük Necmi in den Hababam Sınıfı-Filmen, in denen auch sein Vater mitspielte. Hinzu kamen zahlreiche Filme mit Volksschauspielern wie Kemal Sunal, Tarık Akan, Adile Naşit, Şener Şen, Ayşen Gruda oder Münir Özkul.
Akçatepe starb am 31. März 2017 im Alter von 79 Jahren an einem Herzinfarkt und hinterließ drei Kinder aus zwei Ehen.

## Filmografie (Auswahl)
- 1972: Tatlı Dillim
- 1973: Yalanci Yarim
- 1973: Canım Kardeşim
- 1974: Die chaotische Klasse (Hababam Sınıfı)
- 1975: Hababam Sınıfı Sınıfta Kaldı
- 1976: Hababam Sınıfı Uyanıyor
- 1977: Hababam Sınıfı Tatilde
- 1981: Hababam Sınıfı Güle Güle
- 2005: Die chaotische Armee (Hababam Sınıfı Askerde)
- 2006: Die chaotische Klasse 3,5 (Hababam Sınıfı Üç Buçuk)